# Польхайм
Польхайм (нем. Pohlheim) — город в Германии, в земле Гессен. Подчинён административному округу Гиссен. Входит в состав района Гиссен.Население составляет 18 146 человек (на 30 июня 2009 года). Занимает площадь 38 км². Официальный код — 06 5 31 014.